# 武林無想庵
武林 無想庵（たけばやし むそうあん、1880年2月23日 - 1962年3月27日）は、日本の小説家、翻訳家。本名は磐雄（いわお）、のちに盛一（せいいち）。

## 略歴
現在の北海道札幌市中央区に生まれる。大通西1丁目の丸井今井札幌大通館前に生誕の碑がある。父は写真師の三島常磐。幼少時に実父の師匠にあたる東京の写真師、武林盛一の養子となる。東京府立一中・一高を経て東京帝国大学英文科に進学、後に国文科に転籍した。在学中より小山内薫、川田順らと雑誌「七人」を創刊し、アルフォンス・ドーデ『サフォ』の翻訳で注目される。柳田國男らの竜土会に参加。大学中退後に京都新聞社員となるも、その後破滅的な耽溺生活に入り、放浪を繰り返す。
1914年、ミハイル・アルツィバーシェフ『サーニン』を翻訳出版。ダダイストの辻潤らと親交を持つ。虚無主義と性愛讃歌に満ちた作品を発表し、自らもダダイストの一人に数えられるようになる。
1920年、二番目の妻となる中平文子（後に宮田文子）と結婚後、渡欧。フランスで娘イヴォンヌが生まれる。滞欧生活は前後5回17年に及んだ。帰国後は日本の現実と焦点が合わず不遇であった。
1933年に緑内障から右目を失明し隻眼となり、1943年には左目も失明した。三番目の妻、波多朝子の筆記・編纂による会員制の個人誌『むさうあん物語』（全44冊別巻3冊・1957年-1969年、平成期に記録文化社で書籍化）は、無想庵没後も刊行が続いた。享年82。墓所は雑司ヶ谷霊園。

## 家族
- 実父・三島常磐 - 写真師
- 養父・武林盛一 - 写真師
- 妻・
- 妻・中平文子 (1888 - 1966) - 1920年に結婚、1934年離婚。翌年ベルギーの貿易商・宮田耕三と再婚。
- 妻・波多朝子 - 1939年より同棲、1941年結婚。
- 息子（1921年生） - 異母妹との子。実父の三島が引き取り、札幌で育つ[4]。
- 娘・武林イヴォンヌ（1921年生） - 文子との子。辻まことと結婚し、二女を儲けたが離婚、のちに新聞記者と再婚。

## エピソード

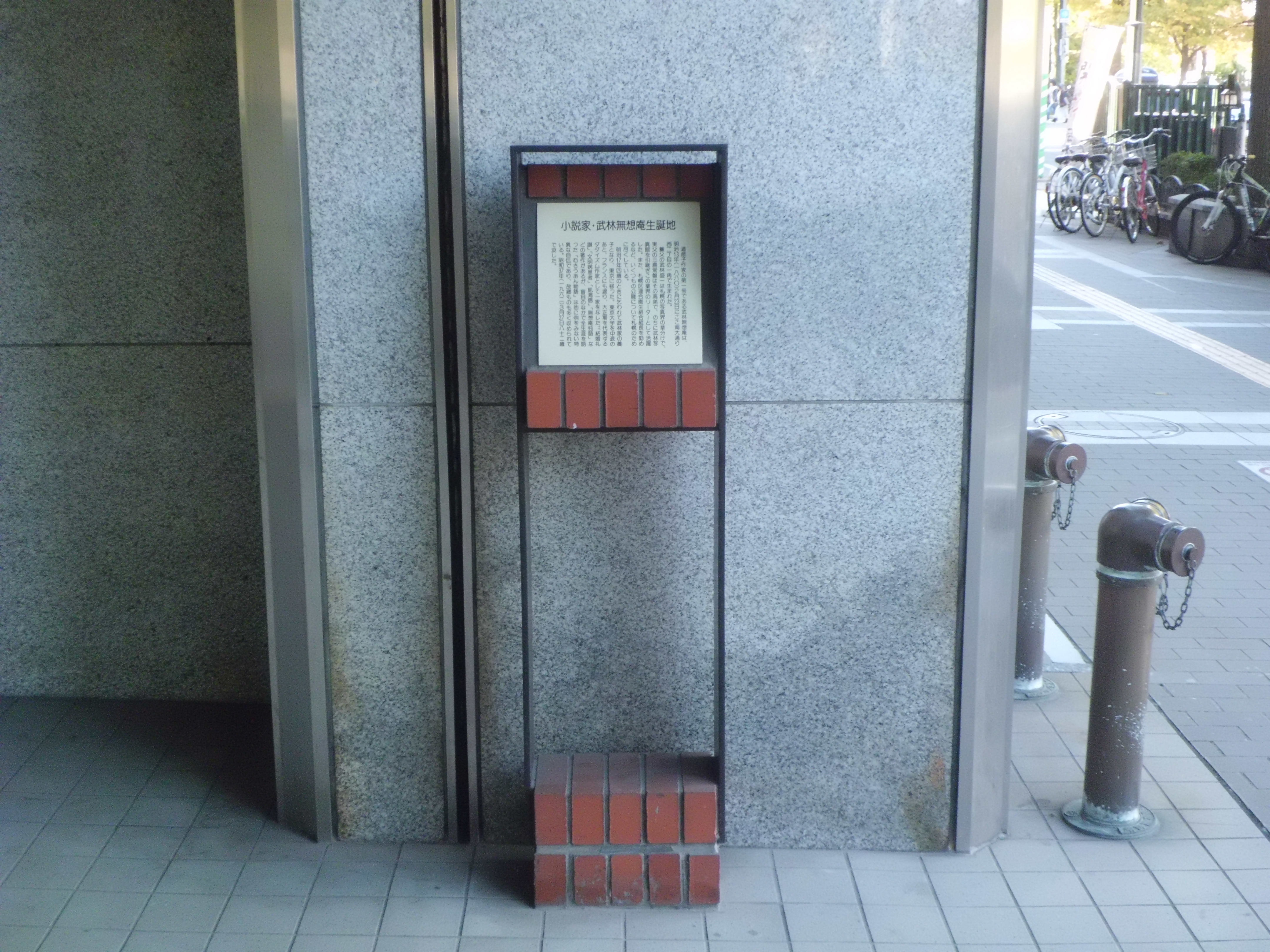
丸井今井札幌大通館前の無想庵生誕地碑

1926年、妻文子が交際のあった男に発砲される事件があり、世の話題となった。文子とは1921年に田山花袋の媒酌で結婚して渡仏し、パリ滞在中に娘イヴォンヌをもうけ、一旦帰国後再び夫婦で渡仏した。無想庵帰国後も文子はパリに留まり、ロンドンの日本料理店「湖月」の主人・川村泉と懇ろとなりパリに支店を開いたが、金銭的ないざこざからニースのホテルで川村から撃たれた。幸い軽傷で済んだ。このころ、文子は財産家の婚約者の金で留学していた池本喜三夫（のちに東京農業大学教授）などとも関係があり、川村はそうした文子の奔放さに疲労していた。その後文子は武林と離婚し、ベルギー在住の貿易商・宮田耕三と再婚して宮田文子となった。
1928年、かねてより親交のあった辻潤、辻まこと親子とパリにて交流を持つ。武林と文子の娘イヴォンヌ（1921年生）は知人のフランス人夫婦に預けられて南仏で育ったが、十代半ばに自殺未遂を繰り返したことから日本に帰国させ、後に辻まことの最初の妻となった。イヴォンヌは辻との間に野生（のぶ、1940年生）と維生（いぶ、1944年生）という二人の娘をもうけたが、辻と離婚し、のちに新聞記者と再婚、母・文子が暮らすベルギーに移ったが再び離婚し、母の仕事を手伝う中、45歳で急死した。イヴォンヌの娘・野生は2歳で竹久夢二の次男・不二彦夫婦の養女となって北海道で育ち、造園家と結婚、夫の仕事の関係でコロンビアに移り、コロンビア国立大学芸術学部美術科で絵を学んで画家となり、ボゴタ在住。その妹の維生は実父である辻の異父妹・菅沼幸子（大杉栄と伊藤野枝の次女で旧名エマ、菅沼五郎妻）の養女となったが、8歳で実母に伴いベルギーに移り、のち宝塚歌劇団に入った。
無想庵は第二次世界大戦後、一時共産党員であった。

## 作品

### 著書
- 『ピルロニストのやうに』（改造） 1920
- 『性慾の触手』（改造） 1922
- 『第十一指の方向へ』（改造） 1922
- 『結婚礼賛』 (改造社） 1922
- 『文明病患者』 (改造社） 1923
- 『世界を家として 』(一人社） 1925
- 『『Cocu』のなげき』（改造） 1925
- 『飢渇信』 (新時代社） 1930
- 『流転の書』 (岡倉書房） 1936
- 『欧州の日常生活』 (京都経済会） 1937
- 『武林無想庵盲目日記』武林朝子筆記（記録文化社）1972
- 『無想庵物語』武林朝子筆記、全3冊（記録文化社）
  - 『「Cocu」のなげき』1972、『巴里の腹へ』1983、『イヴォンヌ』1985

### 翻訳
- 『サフォ』（アルフォンス・ドーデ、新潮社） 1913
- 『サーニン』（ミハイル・アルツィバーシェフ、植竹書院） 1915、のち三星社、のち改造社
- 『耶蘇』（アンリ・バルビュス、改造社） 1926
- 『巴里の胃袋』（エミール・ゾラ、改造社） 1929
- 『巴里の秘密』（ウジェーヌ・シュー、大泉書店） 1929
- 『首斬りセレナーデ』（モーリス・デコブラ、中央公論社） 1931
- 『大地』上・下（エミール・ゾラ、三笠書房、世界文学選書） 1940 - 1941

## 関連人物
- 辻潤
- 辻まこと
- 山本夏彦